# Biografielijst Dj

## Dj
- DJ Fou (1969), Belgisch ondernemer en diskjockey; pseudoniem van Frank Verstraeten
- DJ Maurice (1973), Nederlands diskjockey; pseudoniem van Maurice Huismans
- DJ Rob (1968), Nederlands dj en muziekproducent; pseudoniem van Robert Janssen

## Dja
- Sergej Djagilev (1872-1929), Russisch impresario
- Habiba Djahnine (1968), Algerijns filmproducent schrijfster, essayiste en feministe
- Djamila (1991), Nederlands vlogger, zangeres en filmactrice
- Amiran Djanashvili (1962), Georgisch-Nederlands beeldhouwer
- Aleksandr Djatsjenko (1983), Kazachs wielrenner
- Djavan (1949), Braziliaans zanger, componist en musicus

## Dje
- Djef Blok (1940), Belgisch beeldhouwer; pseudoniem van Jozef Vandekerkhove
- Abderahmane Djemadi (1970), Algerijns atleet
- Eric Djemba Djemba (1981), Kameroens voetballer

## Djh
- Leslie Djhone (1981), Frans atleet

## Dji
- Antoinette Nana Djimou (1985), Frans atlete

## Djo
- Muratbek Djoemaliev (1965), Kirgizisch beeldend kunstenaar
- Novak Djokovic (1987), Servisch tennisser
- Lev Djomin (1926-1998), Russisch kosmonaut
- Djoser (27e eeuw v.Chr.), Egyptisch farao

## Djw
- Marijke Djwalapersad (1951), Surinaams politica